# Eleutherodactylus bartonsmithi
Eleutherodactylus bartonsmithi är en groddjursart som beskrevs av Schwartz 1960. Eleutherodactylus bartonsmithi ingår i släktet Eleutherodactylus och familjen Eleutherodactylidae. IUCN kategoriserar arten globalt som akut hotad. Inga underarter finns listade i Catalogue of Life.